# 1799
| 1799               |
| ------------------ |
| Dødsfald - Fødsler |
| • Begivenheder     |

| Gregoriansk kalender | 1799 MDCCXCIX           |
| Ab urbe condita      | 2552                    |
| Armensk kalender     | 1248 ԹՎ ՌՄԽԸ            |
| Kinesiske kalender   | 4495 – 4496 戊午 – 己未 |
| Etiopisk kalender    | 1791 – 1792             |
| Jødisk kalender      | 5559 – 5560             |
| Hindukalendere       |                         |
| - Vikram Samvat      | 1854 – 1855             |
| - Shaka Samvat       | 1721 – 1722             |
| - Kali Yuga          | 4900 – 4901             |
| Iransk kalender      | 1177 – 1178             |
| Islamisk kalender    | 1214 – 1215             |

Konge i Danmark: Christian 7. 1766-1808
Se også 1799 (tal)

## Begivenheder

### Marts
- 29. marts - New York vedtager en lov, der gradvis skal stoppe slaveriet i delstaten

### Juni
- 22. juni De første basisenheder for meteren og kilogrammet bliver deponeret i Paris

### September
- 27. september – Trykkefriheden i Danmark-Norge bliver indskrænket ved Trykkefrihedsforordningen af 1799, kritiske forfattere som P.A. Heiberg og Malthe Conrad Bruun landsforvises

### November
- 9. november – Ved et statskup tager general Napoleon Bonaparte titlen som førstekonsul i Frankrig

### December
- 10. december - som det første land indfører Frankrig meteren som enhed for længde

## Født
- 21. maj - Mary Anning, britisk palæontolog, mm. (død 1847).
- Ernst Mensen, ultraløber, døbt Mons Monsen Oyri (1799 – 1843), født i Norge.

## Dødsfald
- 14. december – George Washington, USA's første præsident.
- Johann Wilhelm Friedrich von Hager, skrev Danmarks første bog om skovdyrkning